# Kapišová
Kapišová este o comună slovacă, aflată în districtul Svidník din regiunea Prešov. Localitatea se află la altitudinea de 259 m deasupra n.m., se întinde pe o suprafață de 6,62 km2 și în 2017 număra 431 de locuitori.

## Istoric
Localitatea Kapišová este atestată documentar din 1548.

## Demografie
| An:                | 1994 | 2004    | 2014    | 2024   |
| ------------------ | ---- | ------- | ------- | ------ |
| Număr de persoane: | 342  | 377     | 424     | 457    |
| Diferență:         |      | +10,23% | +12,46% | +7,78% |

| An:                | 2023 | 2024   |
| ------------------ | ---- | ------ |
| Număr de persoane: | 461  | 457    |
| Diferență:         |      | −0,86% |